# حرجل (جنس)
حِرْجِل جنس من النبات في فصيلة دفلية وصفت أول مرة جنسًا في عام 1825. يحتوي على نوع واحد معروف فقط، حرجل، موطنه شمال إفريقيا وشبه الجزيرة العربية. استخدم المواطنون السودانيون الحرجل لمعالجة آلام المعدة وآلام الولادة وفقدان الشهية. وسميت في كتاب أرض السودان: السر.